# JAPONICA STYLE
「JAPONICA STYLE」（ジャポニカ・スタイル）は、SixTONESのメジャーデビュー前の楽曲である。
2018年11月5日には、YouTubeの公式チャンネル「ジャニーズJr.チャンネル」にて滝沢秀明が初プロデュースを務めたMVを公開した。SixTONESにとって初のMV作品でもある。

## 概要
楽曲自体は2017年の舞台『少年たち 〜Born Tomorrow〜』で新曲として初披露され、コンサートでも持ち歌として披露されてきたが、ミュージックビデオは滝沢秀明の初MVプロデュース作品として、SixTONESが抜てきされた「YouTube アーティストプロモ」キャンペーン活動の一環で制作された。このMVではCGは使われておらず、編集はMV編集としては短期間である２日間で行われた。ダンスはこれまでパフォーマンスしてきた振りを使わず、和の要素が取り入れられた疾走感に溢れた仕上がりになっており、初めて滝沢が曲を聴いた時に印象に残った言葉でもある“花びら”が演出に効果的に使用されている。また、京本大我の口紅のシーンは滝沢の指示である。
着用している衣装は女性ファッション誌『CanCam』（小学館）が全面プロデュースしており、2018年11月22日発売の『CanCam』2019年1月号の誌面では撮影現場もレポートされている。
11月23日にはさらに「【ダンス動画】JAPONICA STYLE（dance ver.）」として、定点カメラで撮影されたダンス動画を公開。
12月11日には「YouTube FanFest 2018」に出演し、同楽曲を含むパフォーマンスで大トリを務めた。
デビュー決定後の2019年8月9日には、新たに開設した単独YouTubeチャンネルにて同楽曲のEnglish ver.も公開した。また、同月には最初に公開されたMVの再生回数が1000万回を突破した。
2020年7月22日発売の2ndシングル『NAVIGATOR』の期間限定盤には新録音源が収録された。